# 泾洋街道
泾洋街道，是中华人民共和国陕西省汉中市镇巴县下辖的一个街道办事处。
2015年，陕西省民政厅批复同意撤销泾洋镇，设立泾洋街道办事处。

## 行政区划
泾洋街道下辖以下地区：
河西社区、南关社区、北门社区、泾洋村、鹿子坝村、七里沟村、李家坪村、小渡坝村、晒旗坝村、拉溪塘村、二郎滩村、蒿坪村、大垭村、鱼泉村、歇马台村、草坝村、高桥村、捞旗河村、梨子园村和何家营村。